# Trévé
Trévé (bretonisch: Treve) ist eine französische Gemeinde mit 1.680 Einwohnern (Stand 1. Januar 2022) im Département Côtes-d’Armor in der Region Bretagne. Sie gehört zum Kanton Guerlédan im Arrondissement Saint-Brieuc.
Umgeben wird Trévé von den fünf Nachbargemeinden:
| Saint-Thélo   | Grâce-Uzel                                  |          |
| Saint-Caradec | Kompassrose, die auf Nachbargemeinden zeigt | La Motte |
|               | Loudéac                                     |          |

## Bevölkerungsentwicklung
| 1962 | 1968 | 1975 | 1982 | 1990 | 1999 | 2008 | 2012 | 2020 |
| 1207 | 1217 | 1115 | 1276 | 1345 | 1312 | 1494 | 1617 | 1688 |

## Sehenswürdigkeiten
Siehe: Liste der Monuments historiques in Trévé